# Listă de conducători de stat din 649
645 - 646 - 647 - 648 - 649 - 650 - 651 - 652 - 653
Aceasta este o listă a conducătorilor de stat din anul 649:

## Europa
- Anglia, statul anglo-saxon Bernicia: Oswiu (rege, 643-655; ulterior, rege în Northumbria, 655-671)
- Anglia, statul anglo-saxon Deira: Oswine (rege, cca. 644-652)
- Anglia, statul anglo-saxon East Anglia: Anna (rege, 636?-cca. 655?)
- Anglia, statul anglo-saxon Essex: Sigeberht I Parvus (rege, 617?-cca. 652)
- Anglia, statul anglo-saxon Kent: Earconberht (rege, 640-664)
- Anglia, statul anglo-saxon Mercia: Penda (rege, 628/634-656; totodată, rege în Wessex, 645-648)
- Anglia, statul anglo-saxon Sussex: rege necunoscut
- Anglia, statul anglo-saxon Wessex: Cenwalh (rege, 643-645, 648-672)
- Benevento: Radoald (duce, 646-651)
- Bizanț: Constans al II-lea Pogonatul (împărat din dinastia Heraclizilor, 641-668)
- Francii din Austrasia: Sigibert al III-lea (rege din dinastia Merovingiană, 634-656)
- Francii din Neustria și Burgundia: Clovis al II-lea (rege din dinastia Merovingiană, 639-657)
- Friuli: Grasulf al II-lea (duce, 617-651)
- Gruzia, statul Khartlia (Iberia): Ștefan al II-lea (patriciu, 637/642-cca. 650)
- Longobarzii: Rothari (rege din dinastia Harodingienilor, 636-652)
- Ravenna: Platon (exarh, cca. 645-649) și Olympius (exarh, 649-652)
- Scoția, statul picților: Talorc al IV-lea (rege, 641-653)
- Scoția, statul celt Dalriada: Ferchar mac Connad (rege, 637-650)
- Spoleto: Theodelap (duce, 602-650)
- Statul papal: Theodor I (papă, 642-649) și Martin I (papă, 649-653/655)
- Vizigoții: Chindasvint (Chindaswinth) (rege, 642-653)

## Asia

### Orientul Apropiat
- Bizanț: Constans al II-lea Pogonatul (împărat din dinastia Heraclizilor, 641-668)
- Persia: Yazdegerd al III-lea (suveran din dinastia Sasanizilor, 632-651)
- Califatul arab: Usman ibn Affan (calif, 644-656)

### Orientul Îndepărtat
- Cambodgia, statul Tjampa: Bhadresvaravarman (rege din a patra dinastie, 645-?) (?)
- Cambodgia, statul Chenla: Jayavarman (rege, cca. 640-cca. 681)
- China: Taizong (împărat din dinastia Tang, 627-649)
- Coreea, statul Koguryo: Pojang Chang (rege din dinastia Ko, 642-668)
- Coreea, statul Paekje: Uija (rege din dinastia Ko, 642-660)
- Coreea, statul Silla: Chindok (Sungman) (regină, 647-654)
- India, statul Chalukya răsăriteană: Jayasimha I (rege, 632-663)
- India, statul Pallava: Narasimhavarman I Simhavișnu Mahamalla (rege din a doua dinastie, 630-668)
- Japonia: Kotuku (împărat, 645-654)
- Kashmir: Pratapaditya al II-lea (Durlabhaka) (rege, 632-682)
- Nepal: Marendradeva (Nalingdibo) (rege din dinastia Thakuri, 643-657)
- Sri Lanka: Hatthadatha I (rege din dinastia Silakala, 641-650)
- Tibet: Srong-bTsan sGampo (Song-tsen Gampo) (chos-rgyal, 618/620-649/650)